# Kleine bandgroefbij
De kleine bandgroefbij (Lasioglossum quadrinotatum) is een vliesvleugelig insect uit de familie Halictidae. De wetenschappelijke naam van de soort is voor het eerst geldig gepubliceerd in 1802 door Kirby.